# Греция на «Евровидении-2005»
Выступление Греции на конкурсе песни Евровидение 2005, которое прошло в Киеве, стало 26-м конкурсом на Евровидении для Греции. Страну представляла Елена Папаризу с песней My Number One, и это выступление принесло Греции победу с результатом в 230 баллов.

## Национальный отбор
Телеканал ERT провел внутренний отбор 2 марта 2005. Елена исполнила три песни (четвёртая была дисквалифицирована) из которых смешанным голосованием была выбрана песня My Number One.
| № | Песня                   | Авторы                             | %                  | Место |
| - | ----------------------- | ---------------------------------- | ------------------ | ----- |
| 1 | «My Number One»         | Christos Dantis & Natalia Germanou | 66.47 %            | 1     |
| 2 | «OK»                    | Christodoulos Siganos & Valentino  | 24.55 %            | 2     |
| 3 | «Let’s Get Wild»        | Douglas Carr                       | 8.98 %             | 3     |
| - | «The Light in Our Soul» | Kostas Bigalis                     | Дисквалифицирована | N/A   |

## Исполнитель
Елена Папаризу родилась 31 января 1982, в городе Бурос, лен Эльвсборг, Швеция. Греческая певица. В 2001 в составе группы «Antique» представляла на конкурсе песни Евровидение 2001 Грецию, заняв 3 место. В 2005 выступала сольно, и, улучшив свой результат, заняла 1 место.

## Голосование
| Голоса за греческого исполнителя | Голоса за греческого исполнителя                                                                         |
| -------------------------------- | --- |
| Оценка                           | Страны                                                                                                   |
| 12                               | Венгрия, Великобритания, Турция, Албания, Кипр, Сербия и Черногория, Швеция, Германия, Бельгия, Болгария |
| 10                               | Румыния                                                                                                  |
| 8                                | Испания, Франция                                                                                         |
| 7                                | Израиль, Македония, Швейцария                                                                            |
| 6                                | Босния и Герцеговина                                                                                     |
| 5                                | Хорватия                                                                                                 |
| 4                                | Норвегия, Молдавия, Россия, Австрия, Андорра                                                             |
| 3                                | Португалия, Финляндия                                                                                    |
| 2                                | Ирландия, Словения, Исландия, Дания                                                                      |
| 1                                | Литва, Польша                                                                                            |
| 0                                | Украина, Латвия, Монако, Белоруссия, Эстония                                                             |

| Голоса греческих телезрителей | Голоса греческих телезрителей |
| ----------------------------- | ----------------------------- |
| Оценка                        | Страна                        |
| 12                            | Кипр                          |
| 10                            | Албания                       |
| 8                             | Мальта                        |
| 7                             | Молдавия                      |
| 6                             | Сербия и Черногория           |
| 5                             | Румыния                       |
| 4                             | Норвегия                      |
| 3                             | Швейцария                     |
| 2                             | Венгрия                       |
| 1                             | Латвия                        |